# 鄭士元
鄭士元（?—?），又稱鄭士原，字好仁，江浙等處行中書省台州路寧海縣水車（今浙江省寧海縣）人，明朝官員。
鄭士元有才學，洪武四年（1371年）中進士，后升爲湖廣按察使僉事，有荊、襄士兵搶掠民女的事件，官吏不敢過問，鄭士元向將領說話，所掠婦女得到歸還。安陸有冤獄，御史臺已定案，鄭士元仍上奏是冤案，最終得直。后因空印案被牽連而下獄。出獄后，因其弟鄭士利上言解釋空印案，而被輸作江浦。